# Parablennius serratolineatus
Parablennius serratolineatus és una espècie de peix de la família dels blènnids i de l'ordre dels cipriniformes que es troba al sud-oest del Pacífic.